# Burghers de Pittsburgh
Les Burghers de Pittsburgh (en anglais : Pittsburgh Burghers) sont une franchise de la Players League basée à Pittsburgh (Pennsylvanie) aux États-Unis. Parmi les principaux joueurs des Burghers, citons Ned Hanlon (manager-joueur), Pud Galvin et Jake Beckley, membres du Temple de la renommée du baseball. 
À l'occasion de l'unique saison de la Players League, Pittsburgh termine sixième sur huit du classement final avec 60 victoires pour 68 défaites.
Après la cessation d'activité du club, les principaux joueurs des Burghers rejoignent les Pirates de Pittsburgh.